# Рівночеревець коричневий
Рівночеревець коричневий (Orthetrum brunneum) — вид бабок родини справжніх бабок (Libellulidae).

## Поширення
Вид поширений в Європі (крім Британських островів і Північної Європи), Північній Африці, Малій Азії, на Кавказі, в Середній Азії, Монголії, Забайкаллі, на Далекому Сході Росії, північному сході Китаю та Корейському півострові.

## Опис
Бабка завдовжки 41-49 мм, черевце 25-32 мм, заднє крило 33-37 мм. Середня лопать передньоспинки велика, посередині виїмчаста. Черевце дещо сплощене. Доплечева смужка світла. Основа задніх крил не має непрозорої плями. Птеростигма жовтого або коричневого кольору. На передніх крилах птеростигма завдовжки 2-3 мм. Перетинка біла. Забарвлення дорослого самця рівномірного блакитного кольору. Молоді самці — коричневі. Забарвлення самиці рівномірно буре або коричневе.